# TCR World Tour
El TCR World Tour és una gira internacional de curses de turismes per a cotxes amb especificacions TCR. La competició consta de nou esdeveniments seleccionats d'una relació de sèries TCR d'arreu del món, i és promoguda per l'antic director del Campionat del món de turismes, Marcello Lotti, amb WSC Group Ltd.

## Història
El 14 d'octubre de 2022, es va informar que la Copa del Món de Turismes (WTCR) abandonaria aquest format després de la temporada 2022 a causa de nombroses dificultats logístiques causades per la pandèmia de COVID-19. El mateix dia, WSC va anunciar la formació del TCR World Tour per substituir el WTCR. El 12 de novembre de 2022, es va anunciar que el Mount Panorama Circuit (Nova Gal·les del Sud, Australia) figuraria al calendari com a part de la TCR Australia Touring Car Series. El 30 de novembre de 2022, es va confirmar que el Circuit Internacional de l'Algarve (Portugal), el Circuit de Spa-Francorchamps (Bèlgica) i l'Hungaroring figurarien al calendari com a part de la TCR Europe Touring Car Series. El 13 de gener de 2023, es va confirmar que el Circuit de Vallelunga (Roma, Itàlia) figuraria al calendari com a part del Campionat Italià de Superturismes. El 8 de febrer de 2023 es va anunciar que l'Autódromo Víctor Borrat Fabini (Uruguai) i l'Autódromo José Carlos Bassi (Argentina) figurarien al calendari com a part del Campionat TCR Sud-amèrica de turismes 2023, mentre que el Guia Circuit (Macau) figuraria com a part del Campionat de turismes de la Xina TCR 2023.

## Circuits
- La negreta indica que s'utilitzarà un circuit la temporada 2023 .

| Número | Circuits                           | Rondes | Anys |
| ------ | ---------------------------------- | ------ | ---- |
| 1      | Circuit Internacional de l'Algarve | 1      | 2023 |
| 1      | Circuit de Spa-Francorchamps       | 1      | 2023 |
| 1      | Circuit de Vallelunga              | 1      | 2023 |
| 1      | Hungaroring                        | 1      | 2023 |
| 5      | Autòdromo Víctor Borrat Fabini     | 0      | 2023 |
| 5      | Autòdrom José Carlos Bassi         | 0      | 2023 |
| 5      | Sydney Motorsport Park             | 0      | 2023 |
| 5      | Circuit Mount Panorama             | 0      | 2023 |
| 5      | Circuit Guia                       | 0      | 2023 |